# قائمة الجامعات في إندونيسيا
يحتوي قطاع التعليم العالي في إندونيسيا على العديد من الجامعات والمدارس العليا والكليات والمعاهد.

## جامعات حكومية

### ولاية الأولي

#### آتشيه
| المؤسسة التعليمية                 | مقرها الرئيسي | سنة التأسيس | الموقع على الإنترنت                                                        |
| --------------------------------- | ------------- | ----------- | -------------------------------------------------------------------------- |
| جامعة شاه كوالا                   | باندا آتشيه   | 1961        | http://www.unsyiah.ac.id/ نسخة محفوظة 28 مارس 2013 على موقع واي باك مشين.  |
| جامعة مالك الصالح                 | لوكسوماوي     | 1969        | http://www.unimal.ac.id/ نسخة محفوظة 29 أكتوبر 2019 على موقع واي باك مشين. |
| جامعة سامودرا                     | لانغسا        | 1972        | https://www.unsam.ac.id/                                                   |
| جامعة تيوكو عمر                   | ميولابوه      | 2006        | http://www.utu.ac.id/                                                      |
| بوليتكنك لوكسوماوي الحكومية       | لوكسوماوي     | 1987        | http://www.pnl.ac.id/                                                      |
| جامعة الرانيري الإسلامية الحكومية | باندا آتشيه   | 1951        | http://www.ar-raniry.ac.id/                                                |

#### سومطرة الشمالية
| المؤسسة التعليمية                         | مقرها الرئيسي  | سنة التأسيس | الموقع على الإنترنت      |
| ----------------------------------------- | -------------- | ----------- | ------------------------ |
| جامعة سومطرةالشمالية                      | ميدان (سومطرة) | 1952        | http://www.usu.ac.id/    |
| جامعة ميدان الحكومية                      | ميدان (سومطرة) | 1963        | https://unimed.ac.id/    |
| بوليتكنك ميدان الحكومية                   | ميدان (سومطرة) | 1982        | http://www.polmed.ac.id/ |
| جامعة سومطرة الشمالية الإسلامية الحكمومية | ميدان (سومطرة) | 1948        | http://uinsu.ac.id/      |

### ولاية الثانية

#### جمبي
| المؤسسة التعليمية             | مقرها الرئيسي | سنة التأسيس | الموقع على الإنترنت           |
| ----------------------------- | ------------- | ----------- | ----------------------------- |
| جامعة جمبي                    | جمبي (مدينة)  | 1963        | http://www.unja.ac.id/        |
| جامعة جمبي الإسلامية الحكومية | جمبي (مدينة)  | 1952        | http://www.iainkerinci.ac.id/ |

#### رياو
| المؤسسة التعليمية                        | مقرها الرئيسي | سنة التأسيس | الموقع على الإنترنت      |
| ---------------------------------------- | ------------- | ----------- | ------------------------ |
| جامعة رياو                               | بيكانبارو     | 1962        | http://unri.ac.id/       |
| جامعة سلطان شريف قاسم الإسلامية الحكومية | بيكانبارو     | 1979        | https://uin-suska.ac.id/ |

#### جزر رياو
| المؤسسة التعليمية                         | مقرها الرئيسي    | سنة التأسيس | الموقع على الإنترنت                  |
| ----------------------------------------- | ---------------- | ----------- | ------------------------------------ |
| جامعة راجا علي حاج البحرية                | تانجونغ (بينانغ) | 2007        | http://umrah.ac.id/                  |
| بوليتكنك باتام الحكومية                   | باتام            | 2010        | http://www.polibatam.ac.id/          |
| جامعة سلطان عبد الرحمن الإسلامية الحكومية | بنتان            | 2010        | http://stai-sultanabdurrahman.ac.id/ |

#### سومطرة الغربية
| المؤسسة التعليمية                      | مقرها الرئيسي   | سنة التأسيس | الموقع على الإنترنت                 |
| -------------------------------------- | --------------- | ----------- | ----------------------------------- |
| جامعة أندلاس                           | بادنغ           | 1956        | http://www.unand.ac.id/             |
| جامعة بادنغ الحكومية                   | بادنغ           | 1997        | http://www.unp.ac.id/               |
| بوليتكنك بادنغ الحكومية                | بادنغ           | 1985        | http://www.polinpdg.ac.id/          |
| جامعة إمام بونجول الإسلامية الحكومية   | بادنغ           | 1952        | http://iainimambonjol.ac.id/        |
| جامعة باياكومبو الإسلامية الحكومية     | باياكومبو       | 1952        |                                     |
| بوليتكنك باياكومبو الزراعية الحكومية   | باياكومبو       | 1989        | http://www.politanipyk.ac.id/       |
| جامعة بادنغ بانجانغ الإسلامية الحكومية | بادنغ (بانجانغ) | 1952        |                                     |
| معهد الفنون الإندونيسي بادنغ بانجانغ   | بادنغ (بانجانغ) | 1965        | http://www.isi-padangpanjang.ac.id/ |

### ولاية الثالثة

#### بانغكا - بليتونغ
| المؤسسة التعليمية                                                 | مقرها الرئيسي  | سنة التأسيس | الموقع على الإنترنت                                                       |
| ----------------------------------------------------------------- | -------------- | ----------- | ------------------------------------------------------------------------- |
| جامعة بانغكا - بليتونغ                                            | بانغكال بينانغ | 2006        | http://umrah.ac.id/                                                       |
| بوليتكنك بانغكا - بليتونغ للصناعة                                 | سونجاي ليات    | 1994        | http://www.polman-babel.ac.id/                                            |
| جامعة سونجاي ليات الإسلامية الحكومية                              | سونجاي ليات    | 1983        |                                                                           |
| جامعة الشيخ عبد الرحمن الصديق بانغكا - بليتونغ الإسلامية الحكومية | بانغكال بينانغ | 1983        | https://stainbabel.ac.id/ نسخة محفوظة 3 يناير 2017 على موقع واي باك مشين. |

#### بنغكولو
| المؤسسة التعليمية                 | مقرها الرئيسي   | سنة التأسيس | الموقع على الإنترنت        |
| --------------------------------- | --------------- | ----------- | -------------------------- |
| جامعة بنغكولو                     | بنغكولو (مدينة) | 1982        | http://www.unib.ac.id/     |
| جامعة بنغكولو اللإسلامية الحكومية | بنغكولو (مدينة) | 1980        | http://iainbengkulu.ac.id/ |

#### لامبونغ
| المؤسسة التعليمية                   | مقرها الرئيسي | سنة التأسيس | الموقع على الإنترنت           |
| ----------------------------------- | ------------- | ----------- | ----------------------------- |
| جامعة لامبونغ                       | بندر لامبونغ  | 1965        | http://www.unila.ac.id/       |
| جامعة سومطرة للتقنية                | بندر لامبونغ  | 2014        | http://www.itera.ac.id/       |
| بوليتكنك لامبونغ الحكومية           | بندر لامبونغ  | 2001        | http://www.polinela.ac.id/    |
| جامعة رادين إنتن الإسلامية الحكومية | بندر لامبونغ  |             | https://www.radenintan.ac.id/ |
| جامعة جوراي سيوو الإسلامية الحكومية | ميترو         |             | http://stainmetro.ac.id/      |

#### سومطرة الجنوبية
| المؤسسة التعليمية                  | مقرها الرئيسي | سنة التأسيس | الموقع على الإنترنت      |
| ---------------------------------- | ------------- | ----------- | ------------------------ |
| جامعة سريويجايا                    | فلمبان        | 1960        | http://www.unsri.ac.id/  |
| بولتكنك سريويجايا الحكومية         | فلمبان        | 1982        | http://www.polsri.ac.id/ |
| جامعة رادن فتاح الإسلامية الحكومية | فلمبان        | 1984        | http://radenfatah.ac.id/ |

### الولاية الرابعة

#### جاكرتا
| المؤسسة التعليمية                        | مقرها الرئيسي | سنة التأسيس | الموقع على الإنترنت      |
| ---------------------------------------- | ------------- | ----------- | ------------------------ |
| جامعة إندونيسيا                          | جاكرتا وديبوك | 1849        | http://www.ui.ac.id/     |
| جامعة شريف هداية الله الإسلامية الحكومية | جاكرتا        | 1957        | http://www.uinjkt.ac.id/ |
| جامعة جاكرتا الحكومية                    | جاكرتا        | 1964        | http://www.unj.ac.id/    |
| بولتكنك جاكرتا الحكومية                  | جاكرتا        | 1982        | http://www.pnj.ac.id/    |
| بولتكنك ميديا كرياتف الحكومية            | جاكرتا        | 2008        | http://polimedia.ac.id/  |

### الولاية الخامسة

#### بنتن
| المؤسسة التعليمية           | مقرها الرئيسي   | سنة التأسيس | الموقع على الإنترنت       |
| --------------------------- | --------------- | ----------- | ------------------------- |
| جامعة إندونيسيا المفتوحة    | تانقيرانغ       | 1984        | http://www.ut.ac.id/      |
| جامعة سلطان أجينج تيرتاياسا | سيرانغ وسيليغون | 1981        | http://www.untirta.ac.id/ |